# Black Country Communion
Black Country Communion ist eine englisch-amerikanische Rockband, eine sogenannte Supergroup, bestehend aus dem Ex-Deep-Purple-Bassisten und Sänger Glenn Hughes, dem Schlagzeuger Jason Bonham, dem Keyboarder Derek Sherinian und dem Gitarristen und Sänger Joe Bonamassa.

## Geschichte
Für ein Konzert im House of Blues lud Joe Bonamassa Glenn Hughes ein, um alte Stücke von Trapeze und Deep Purple zu spielen. Der anwesende Produzent Kevin Shirley regte an, etwas „Solides“ aus dieser Idee zu machen und eine Band zu gründen; er schlug Jason Bonham als Schlagzeuger vor. Da Bonamassa ein „Power-Trio“ ablehnte, wurde Keyboarder Derek Sherinian mit aufgenommen.
Der Name der Formation bezieht sich auf das industriell geprägte Ballungsgebiet nördlich und westlich von Birmingham („Black Country“), in dem sowohl Hughes als auch Bonham ihre Wurzeln haben. Das Wort „Communion“ (lat. communio) steht für „Gemeinschaft“.
Die Band veröffentlichte ihr Debütalbum am 16. August 2010. Zu diesem Zeitpunkt hatten die Mitglieder bereits begonnen, weitere Titel zu schreiben, die sie für ihr zweites Album verwenden wollten. Dieses erschien am 10. Juni 2011 und wurde schlicht 2 betitelt. Im selben Jahr brachte die Gruppe die DVD Live Over Europe heraus. Das Filmmaterial für diese Veröffentlichung wurde bei verschiedenen Auftritten, überwiegend auf Festivals, aufgenommen. Eine gleichnamige Doppel-CD erschien am 24. Februar 2012.
Im Sommer 2012 nahm die Gruppe ihr drittes Studioalbum auf, das wie alle anderen Alben der Band wieder von Kevin Shirley produziert wurde. Die Veröffentlichung des Afterglow betitelten Albums erfolgte am 26. Oktober 2012. Nach Abschluss der Aufnahmen zu Afterglow äußerte sich Sänger und Bassist Glenn Hughes kritisch über Joe Bonamassa und unterstellte ihm mangelndes Interesse an der Band, weil sich dieser kaum am Songwriting für Afterglow beteiligt habe und zudem auf Grund seiner Solo-Aktivitäten nicht für eine Tour mit Black Country Communion zu ihrem dritten Album zur Verfügung stehen konnte. Hughes wollte aber unbedingt auf Tour gehen, die neuen Songs live spielen und fühlte sich von dem Gitarristen im Stich gelassen. Nach seinem Eindruck habe Bonamassa „mit einer Rockband geflirtet.“ Er sei „für kurze Zeit ein Rockstar gewesen,“ aber Hughes glaube, dass Bonamassa „sich als Blueser wohler“ fühle. Hughes wurde mit den Worten zitiert: „Ich will damit höflich sagen, dass ich Platten mit Leuten machen will, die bereit sind, einhundert Prozent ihrer Zeit zu dieser Sache zu geben. Wenn du das nicht kannst, muss ich mir etwas anderes suchen.“ Aufgrund dieser und ähnlicher Aussagen sowie von Andeutungen von Hughes auf Twitter wurde in der Fachpresse über ein nahendes Ende der Band spekuliert.
Tatsächlich erklärte Bonamassa im März 2013 in einem Interview mit dem Magazin „Premierguitar“ öffentlich, dass seine Beteiligung an der Band Black Country Communion beendet sei. Er sei glücklich, nun nicht mehr involviert zu sein und zufrieden mit dem, was er mit den drei Alben, die unter seiner Mitwirkung entstanden seien, hinterlassen habe. Glenn Hughes verkündete daraufhin die Auflösung der Band, da Bonamassa den verbliebenen Bandmitgliedern die weitere Verwendung des Bandnamens untersagen würde. Diese Aussage wurde bislang von Bonamassa nicht öffentlich bestätigt, und Glenn Hughes bekräftigte in Interviews, es habe „nie ein böses Wort“ zwischen ihm und Bonamassa gegeben. Gemeinsam mit Jason Bonham, dem Schlagzeuger der Black Country Communion, und dem bis dahin unbekannten Gitarristen Andrew Watt gründete Hughes das kurzlebige Nachfolgeprojekt namens California Breed. Dieser Band gehörte Black Country Communion-Keyboarder Derek Sherinian jedoch nicht mehr an.
Im April 2016 bestätigten mehrere Bandmitglieder Pläne einer Wiedervereinigung im Jahr 2017, die im Juni 2016 durch die Meldung bestätigt wurden, dass die Band im Januar 2017 mit den Arbeiten an einem neuen Album beginnen wolle. Produzent werde einmal mehr Kevin Shirley sein.
Im September 2016 teilte Glenn Hughes über seine Facebook-Seite mit, dass er gemeinsam mit Joe Bonamassa an den Arbeiten für ein viertes Black-Country-Communion-Album begonnen habe. Das Album trägt den Titel BCCIV und erschien am 22. September 2017.
Jedoch konnte die Band nach der Veröffentlichung des Albums nur wenige Live-Konzerte in England spielen, weil sich Joe Bonamassa weiter seiner erfolgreichen Solo-Karriere widmete. So wurde es nach einem kurzen Aufleben wieder still um die Band. Am 2. September 2019 verkündete der Metal Hammer, dass sich Glenn Hughes The Dead Daisies angeschlossen hat. 
Im Juni 2024 wurde dann das fünfte Album V veröffentlicht. Es wurde innerhalb einer Woche in den Sun-Sound-Studios in Hollywood aufgenommen und wieder von Kevin Shirley produziert wurde. Hughes erklärte zu dem Album, dass die Band nicht klassische Alben produziere, sondern dass jedes Album ein neues Terrain für sie darstelle. Ebenfalls betonte er die Bedeutung der Zusammenarbeit und den Einfluss jedes Mitglieds auf die Musik der Band, die eine gemeinsame musikalische Vision habe. Die Gruppe plant, nach der Veröffentlichung des neuen Albums ebenfalls auf eine Welttournee zu gehen.

## Diskografie
Studioalben

| Jahr | Titel Musiklabel                       | Höchstplatzierung, Gesamtwochen, AuszeichnungChartplatzierungen (Jahr, Titel, Musiklabel, Platzierungen, Wochen, Auszeichnungen, Anmerkungen) | Höchstplatzierung, Gesamtwochen, AuszeichnungChartplatzierungen (Jahr, Titel, Musiklabel, Platzierungen, Wochen, Auszeichnungen, Anmerkungen) | Höchstplatzierung, Gesamtwochen, AuszeichnungChartplatzierungen (Jahr, Titel, Musiklabel, Platzierungen, Wochen, Auszeichnungen, Anmerkungen) | Höchstplatzierung, Gesamtwochen, AuszeichnungChartplatzierungen (Jahr, Titel, Musiklabel, Platzierungen, Wochen, Auszeichnungen, Anmerkungen) | Höchstplatzierung, Gesamtwochen, AuszeichnungChartplatzierungen (Jahr, Titel, Musiklabel, Platzierungen, Wochen, Auszeichnungen, Anmerkungen) | Anmerkungen                              |
| Jahr | Titel Musiklabel                       | DE | AT | CH | UK | US | Anmerkungen                              |
| ---- | -------------------------------------- | --- | --- | --- | --- | --- | ---------------------------------------- |
| 2010 | Black Country Communion Mascot Records | DE15 (4 Wo.)DE | AT50 (1 Wo.)AT | CH54 (3 Wo.)CH | UK13 (3 Wo.)UK | US54 (2 Wo.)US | Erstveröffentlichung: 20. September 2010 |
| 2011 | 2 Mascot Records                       | DE7 (7 Wo.)DE | AT17 (2 Wo.)AT | CH15 (4 Wo.)CH | UK23 (3 Wo.)UK | US71 (2 Wo.)US | Erstveröffentlichung: 10. Juni 2011      |
| 2012 | Afterglow Mascot Records               | DE9 (3 Wo.)DE | AT19 (1 Wo.)AT | CH44 (2 Wo.)CH | UK29 (2 Wo.)UK | US48 (2 Wo.)US | Erstveröffentlichung: 26. Oktober 2012   |
| 2017 | BCCIV Mascot Records                   | DE6 (4 Wo.)DE | AT12 (2 Wo.)AT | CH5 (4 Wo.)CH | UK7 (2 Wo.)UK | US102 (1 Wo.)US | Erstveröffentlichung: 22. September 2017 |
| 2024 | V J&R Adventures                       | DE11 (4 Wo.)DE | AT15 (4 Wo.)AT | CH7 (3 Wo.)CH | UK58 (1 Wo.)UK | — | Erstveröffentlichung: 14. Juni 2024      |

Livealben

| Jahr | Titel Musiklabel                | Höchstplatzierung, Gesamtwochen, AuszeichnungChartplatzierungen (Jahr, Titel, Musiklabel, Platzierungen, Wochen, Auszeichnungen, Anmerkungen) | Höchstplatzierung, Gesamtwochen, AuszeichnungChartplatzierungen (Jahr, Titel, Musiklabel, Platzierungen, Wochen, Auszeichnungen, Anmerkungen) | Höchstplatzierung, Gesamtwochen, AuszeichnungChartplatzierungen (Jahr, Titel, Musiklabel, Platzierungen, Wochen, Auszeichnungen, Anmerkungen) | Höchstplatzierung, Gesamtwochen, AuszeichnungChartplatzierungen (Jahr, Titel, Musiklabel, Platzierungen, Wochen, Auszeichnungen, Anmerkungen) | Höchstplatzierung, Gesamtwochen, AuszeichnungChartplatzierungen (Jahr, Titel, Musiklabel, Platzierungen, Wochen, Auszeichnungen, Anmerkungen) | Anmerkungen                            |
| Jahr | Titel Musiklabel                | DE | AT | CH | UK | US | Anmerkungen                            |
| ---- | ------------------------------- | --- | --- | --- | --- | --- | -------------------------------------- |
| 2011 | Live over Europe Mascot Records | DE56 (1 Wo.)DE | — | — | — | — | Erstveröffentlichung: 27. Februar 2012 |

Kompilationen
- 2017: The Story so Far… (Best-of-Beilage des englischen Magazins „Classic Rock“ Nr. 241)

Videoalben

| Jahr | Titel Musiklabel                | Höchstplatzierung, Gesamtwochen, AuszeichnungChartplatzierungen (Jahr, Titel, Musiklabel, Platzierungen, Wochen, Auszeichnungen, Anmerkungen) | Höchstplatzierung, Gesamtwochen, AuszeichnungChartplatzierungen (Jahr, Titel, Musiklabel, Platzierungen, Wochen, Auszeichnungen, Anmerkungen) | Höchstplatzierung, Gesamtwochen, AuszeichnungChartplatzierungen (Jahr, Titel, Musiklabel, Platzierungen, Wochen, Auszeichnungen, Anmerkungen) | Höchstplatzierung, Gesamtwochen, AuszeichnungChartplatzierungen (Jahr, Titel, Musiklabel, Platzierungen, Wochen, Auszeichnungen, Anmerkungen) | Höchstplatzierung, Gesamtwochen, AuszeichnungChartplatzierungen (Jahr, Titel, Musiklabel, Platzierungen, Wochen, Auszeichnungen, Anmerkungen) | Anmerkungen                            |
| Jahr | Titel Musiklabel                | DE | AT | CH | UK | US | Anmerkungen                            |
| ---- | ------------------------------- | --- | --- | --- | --- | --- | -------------------------------------- |
| 2011 | Live over Europe Mascot Records | DE28 (2 Wo.)DE | — | — | — | — | Erstveröffentlichung: 24. Oktober 2011 |